# بوخ (راین-لان)
بوخ (به آلمانی: Buch) یک شهر در آلمان است که در Verbandsgemeinde Nastätten واقع شده‌است.